# Toyota Mega Cruiser
Der Toyota Mega Cruiser ist ein großer Geländewagen mit einer bemerkenswerten Ähnlichkeit mit dem H1 von Hummer. Er wurde ab 1995 hergestellt, ist aber seit 2002 nicht mehr als zivile Variante verfügbar. Er ist hauptsächlich in der militärischen Version für den Transport von Soldaten sowie mit aufgebauter Haubitze oder Flugabwehrrakete für die japanischen Selbstverteidigungsstreitkräfte im Einsatz.
Der Mega Cruiser war eigentlich nicht für den zivilen Einsatz vorgesehen und wurde nur in Japan hauptsächlich an Kräfte der Polizei, der Feuerwehr und für militärische Transportaufgaben verkauft. Mit dem Fahrzeug sollten Konstruktionen, die für in Großserie gefertigten Toyota-Geländewagen (wie z. B. im Land Cruiser) vorgesehen waren, getestet werden. Das Modell verkaufte sich aber schlecht.

Der Mega Cruiser hat einen 4,1-l-R4-Turbodieselmotor. Die Maschine war auf hohes Drehmoment bei niedrigen Drehzahlen ausgelegt. Der Geländewagen verfügt über permanenten Allradantrieb. Das zweistufige Verteilergetriebe lässt sich, ebenso wie beide Achsdifferentiale, sperren. Zur Verbesserung der Geländegängigkeit hat der Mega Cruiser außerdem eine Allradlenkung und eine Reifendruckregelanlage, die zwischen 2,2 bar für die Straße und 1,0 bar für Sand-, Schlamm oder Schneefahrten wählen lässt.

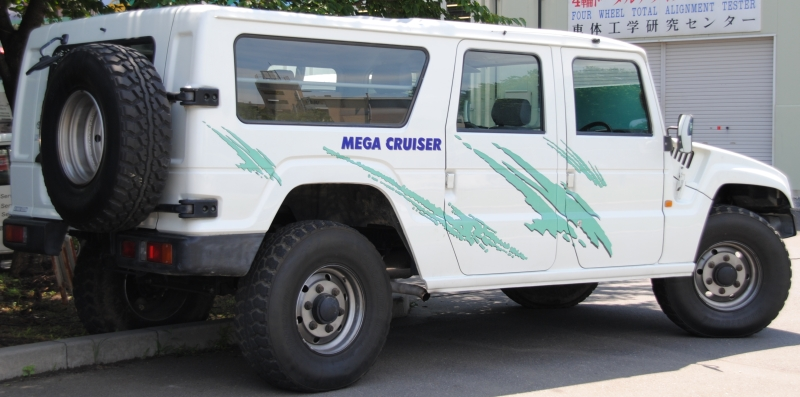
Heckansicht
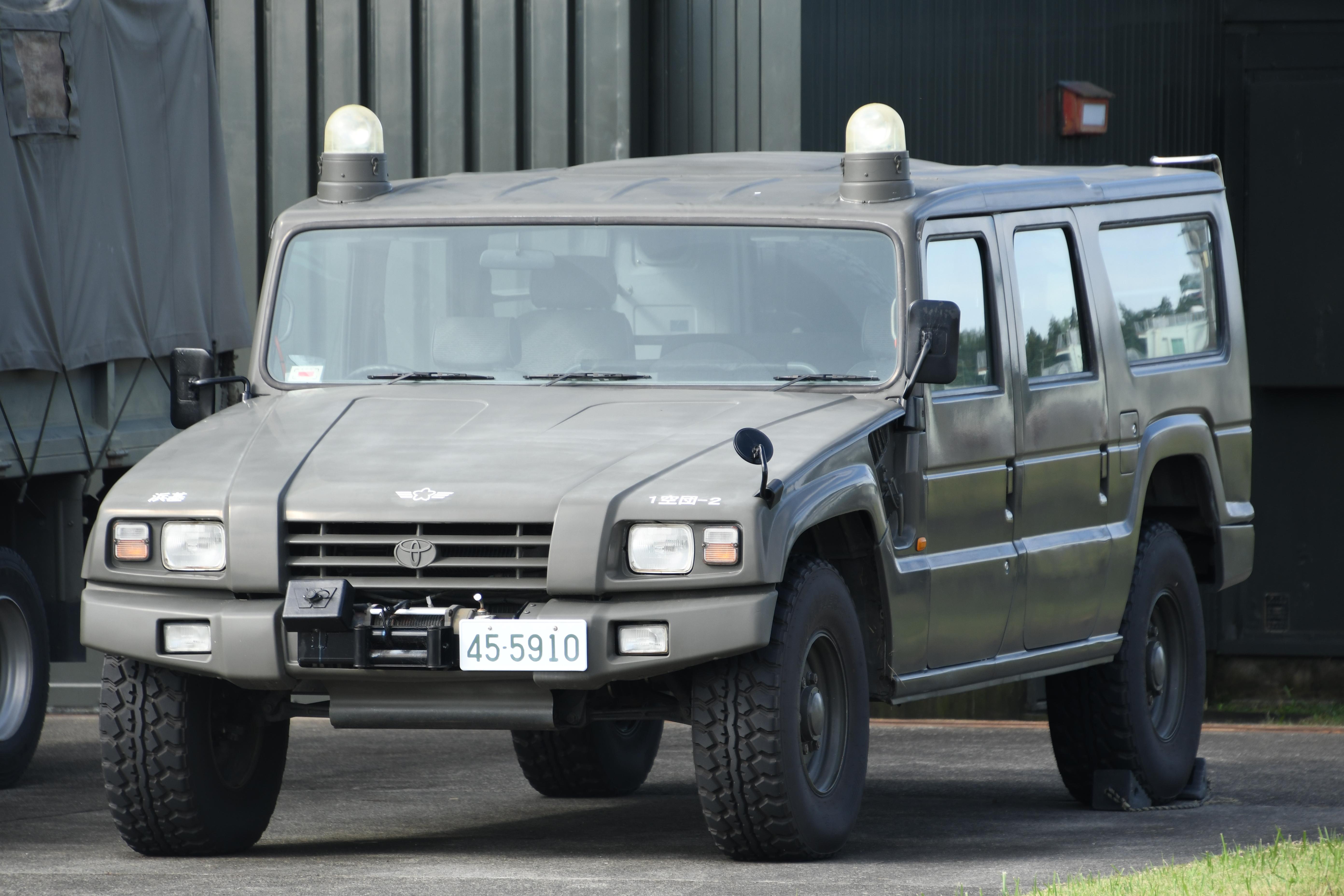
Eine militärische Version für die JGSDF
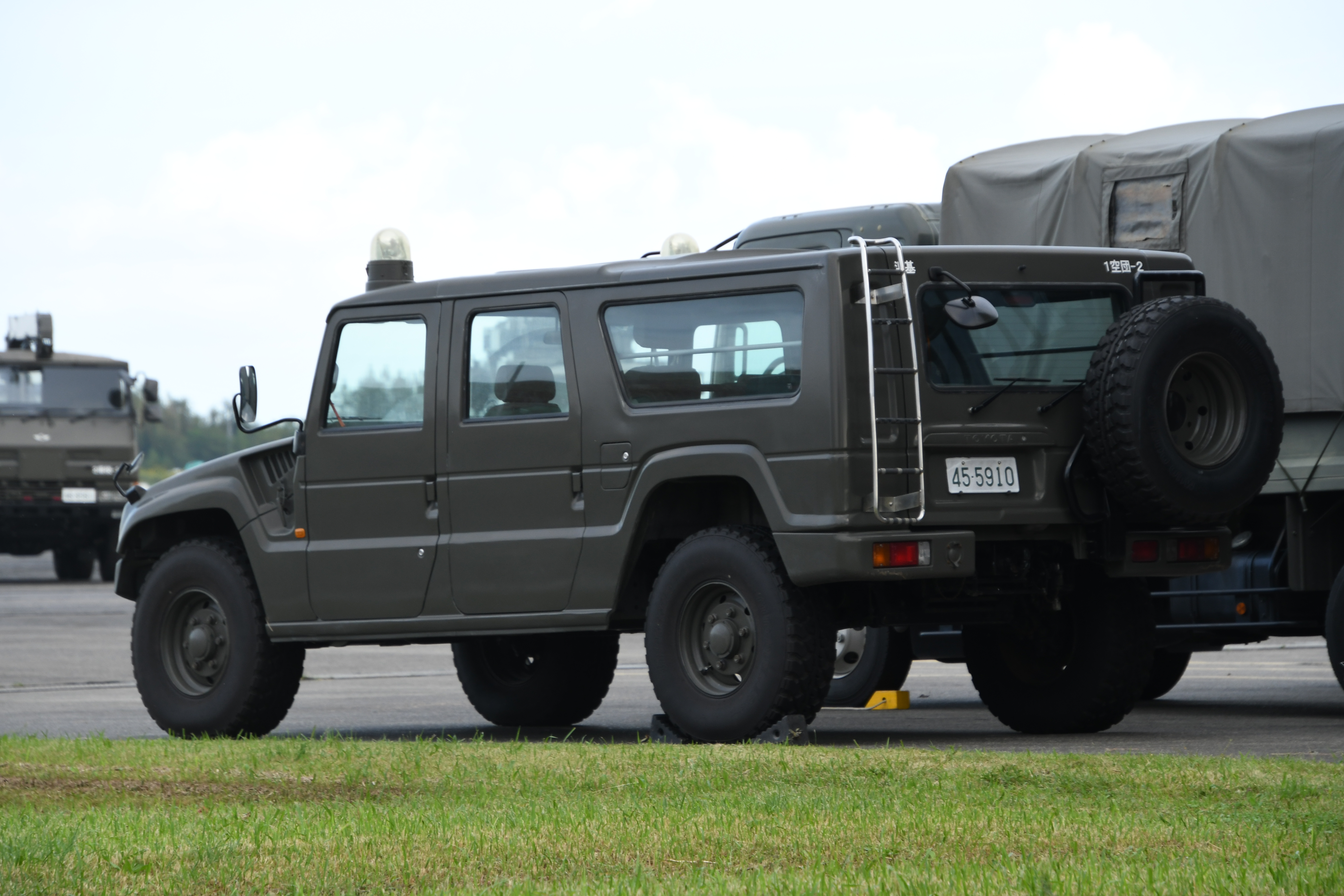
Heckansicht
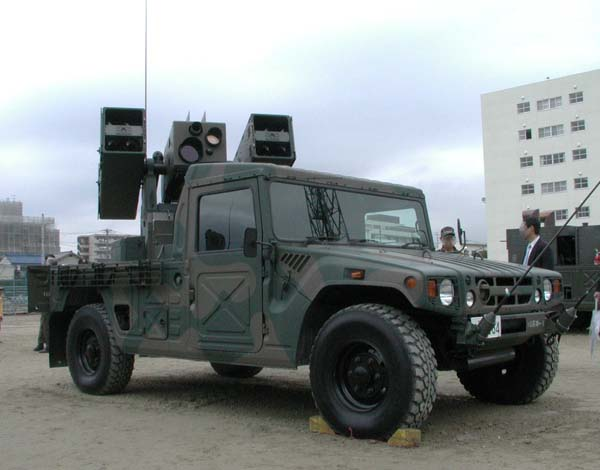
Mit Geschütz
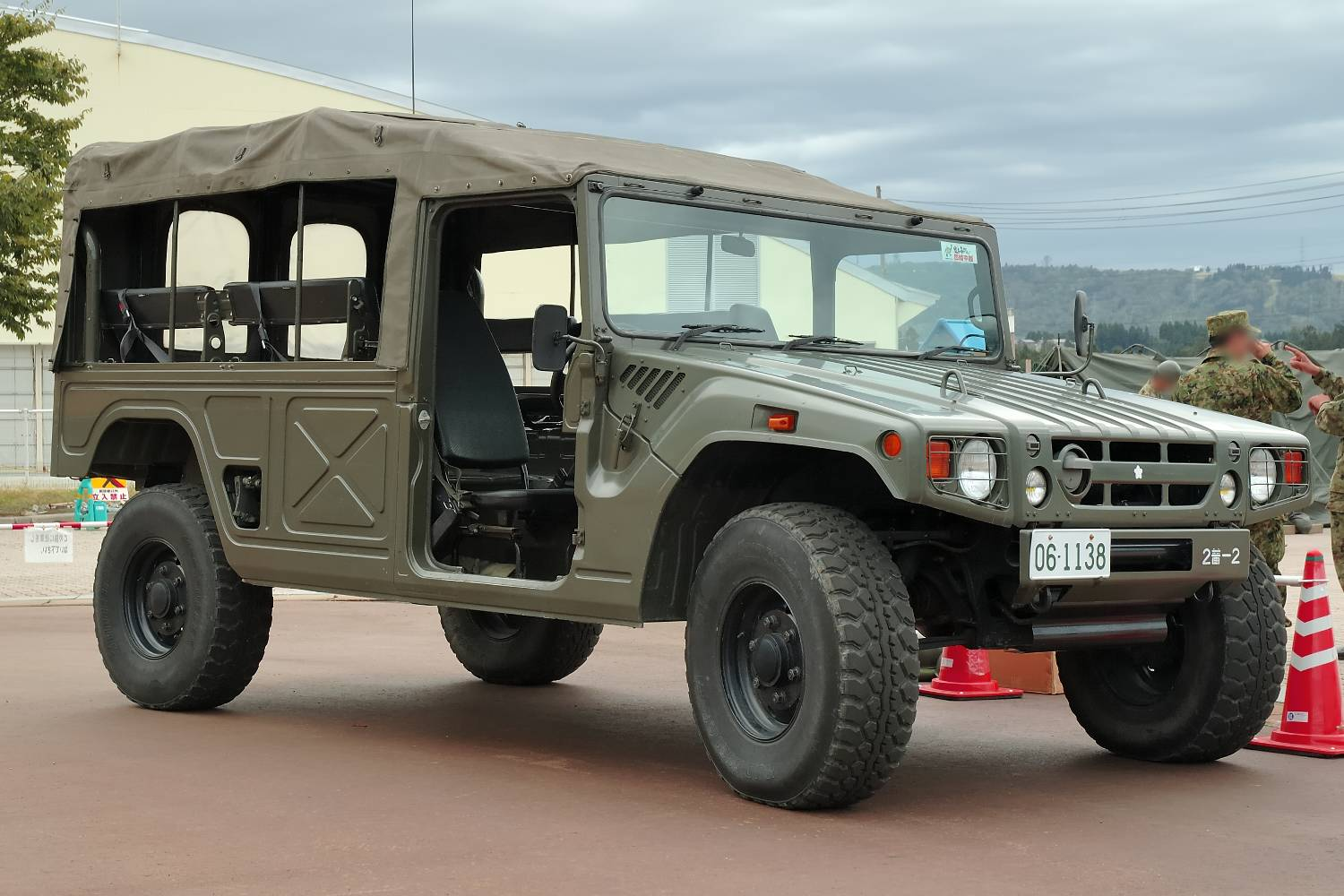
Version mit Verdeck
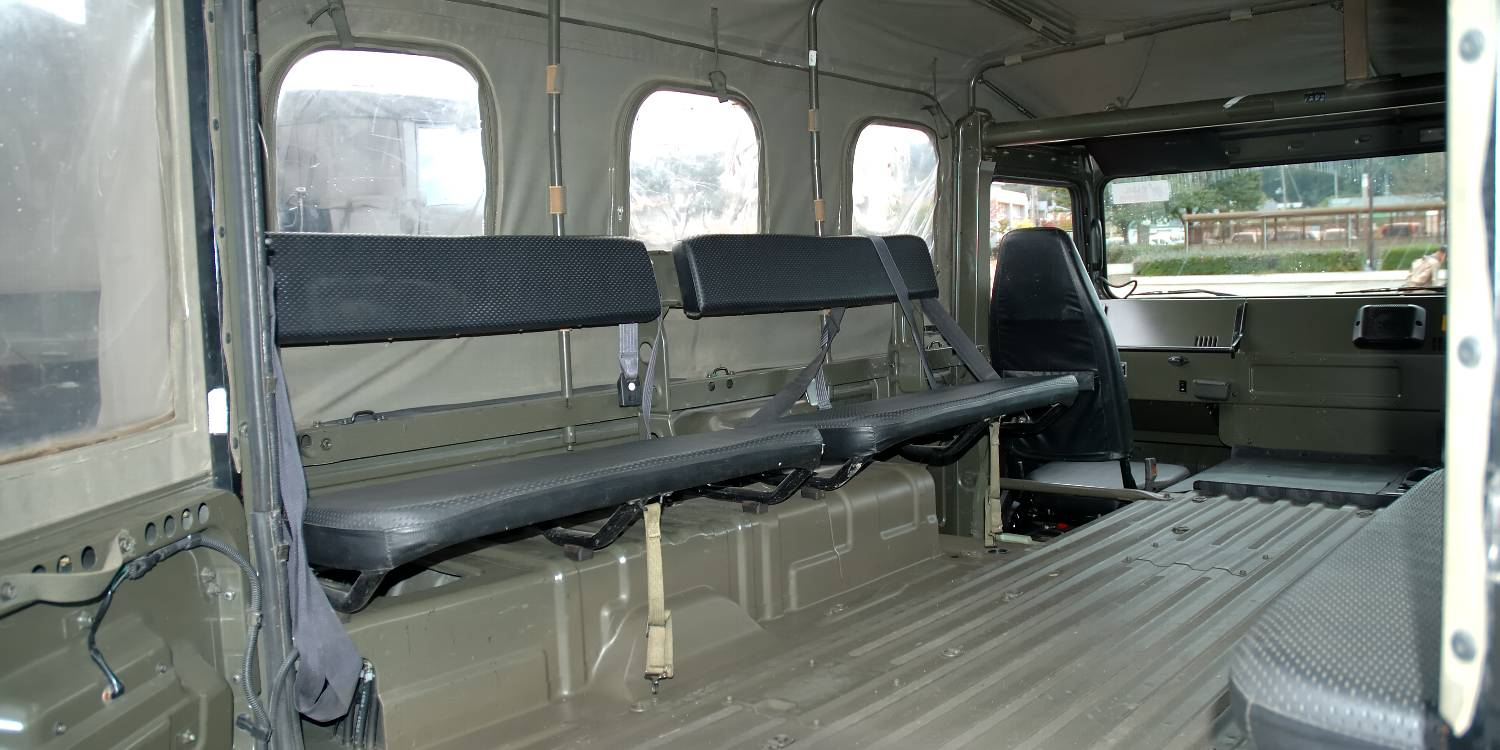
Innenansicht